# Bazoques
Bazoques település Franciaországban, Eure megyében. Lakosainak száma 140 fő (2022. január 1.). Bazoques Boissy-Lamberville, Le Favril, Folleville és Giverville községekkel határos.

## Népesség
A település népességének változása:
| Lakosok száma | 180  | 127  | 122  | 139  | 168  | 165  | 161  | 149  | 143  | 140  |
|               | 1968 | 1982 | 1990 | 2006 | 2013 | 2015 | 2017 | 2019 | 2020 | 2022 |